# Paulien van Deutekom
Paulien van Deutekom, née le 4 février 1981 à La Haye (Pays-Bas) et morte le 2 janvier 2019 aux Pays-Bas, est une patineuse de vitesse néerlandaise.

## Biographie
Au cours de sa carrière, Paulien van Deutekom a notamment remporté le titre de championne du monde toutes épreuves en 2008 à Berlin (Allemagne), elle a également remporté le titre de championne du monde de poursuite par équipes en 2008 ainsi que trois médailles d'argent (1 500 mètres, 3 000 mètres en 2008 et poursuite par équipes en 2007). Enfin, elle a pris part aux jeux olympiques d'hiver de 2006 de Turin où sa meilleure performance fut une 6e place en poursuite par équipe.

### Mort
Paulien van Deutekom décède prématurément des suites d'un cancer du poumon le 2 janvier 2019 à l'âge de 37 ans.

## Palmarès

### Championnats du monde
- Championnats du monde simple distance de patinage de vitesse en 2007 à Salt Lake City (États-Unis) :
  -  Médaille d'argent en poursuite par équipe.
- Championnats du monde toutes épreuves de patinage de vitesse en 2008 à Berlin (Allemagne) :
  -  Médaille d'or.
- Championnats du monde simple distance de patinage de vitesse en 2008 à Nagano (Japon) :
  -  Médaille d'or en poursuite par équipe.
  -  Médaille d'argent sur le 1 500 mètres.
  -  Médaille d'argent sur le 3 000 mètres.